# Сехотепібраанх II Неджем
Сехотепібраанх II Неджем (*XIX ст. до н. е.) — давньоєгипетський діяч XII династії, верховний жрець Птаха у Мемфісі за володарювання фараона Сенусерта III та Аменемхета III.

## Життєпис
Походив з впливової жрецької родини. Син Уахета, верховного жерця Птаха. За правління фараона Сенусерта III після смерті батька стає новим верховним жерцем Птаха. Разом з цим призначається найбільшим начальником над ремісникома, тобто головним архітектором держави.
Водночас Сехотепібраанх II обіймав також посаду скарбника Верхнього та НИжнього Єгипту, ставши впливовим сановником. Також отримав від фараона аристократичний титул хаті-а (на кшталт місцевого князя). Помер напочатку правління фараона Аменемхета III. Його посаду отримав син Небпу.